# M2 (Bosnien und Herzegowina)
Die M2 (bosnisch/kroatisch Magistralna cesta bzw. serbisch Магистрални пут/Magistralni put) ist eine der kürzesten Magistralstraßen in Bosnien und Herzegowina und durchquert als Teil der Jadranska Magistrala den Neum-Korridor um die Ortschaft Neum. Die M2 beginnt und endet jeweils an der Grenze zu Kroatien und findet ihre Fortsetzung jeweils in der kroatischen D8.